# قائمة رؤساء وزراء جهارخاند
رئيس وزراء ولاية جهارخاند الهندية هو رئيس حكومة ولاية جهارخاند. يذكر دستور الهند أن الحاكم هو رئيس الولاية لكن تقع السلطة التنفيذية بحكم الأمر الواقع على عاتق رئيس الوزراء. عادة ما يدعو الحاكم الحزب (أو الائتلاف) الحاصل على أغلبية المقاعد في الجمعية التشريعية لولاية جهارخاند لتشكيل الحكومة. يعين الحاكم رئيس الوزراء، ويكون مجلس وزرائه مسؤولاً بشكل أمام الجمعية التشريعية. مدة ولاية رئيس الوزراء خمس سنوات قابلة للتجديد بدون قيود لعدد الفترات.
شغل سبعة أشخاص منصب رئيس وزراء الولاية منذ تشكيل جهارخاند في 15 نوفمبر 2000. نصفهم كان من حزب بهارتيا جاناتا منهم أول من شغل المنصب بابولال ماراندي، خليفته، أرجون موندا، من نفس الحزب، يُعد أطول رؤساء الوزراء خدمةً فخدم لأكثر من خمس سنوات عبر ثلاث فترات، لكنه لم يكمل أي منها فترة. وثلاثة رؤساء الوزراء هم شيبو سورين وابنه هيمانت سورين وتشامباي سورين كانوا من جهارخاند موكتي مورشا. انتهت الفترة الأولى لشيبو سورين بعد عشرة أيام فقط، إذ لم يتمكن من إثبات حصوله على دعم غالبية مجلس النواب واضطر للاستقالة. وقد تولى الحكم أيضًا مادو كودا وهو من القلائل المستقلين الذين أصبحوا رؤساء وزراء لأي ولاية. فرض الحكم الرئاسي على الولاية ثلاث مرات. كان راغوبار داس من حزب بهاراتيا جاناتا أول رئيس وزراء غير قبلي وأول رئيس وزراء يكمل فترة ولاية كاملة في الولاية. هيمانت سورين من جهارخاند موكتي مورشا هو رئيس الوزراء الحالي.

## القائمة
| #   | الصورة | الصورة | الاسم (العمر) الدائرة الانتخابية           | الفترة         | الفترة         | الفترة            | الانتخابات (الجمعية) | الحزب                  | نائب رئيس الوزراء (المدة)                                                                   | الحكومة     | حاكم الولاية                         |
| --- | ------ | ------ | ------------------------------------------ | -------------- | -------------- | ----------------- | -------------------- | ---------------------- | ------------------------------------------------------------------------------------------- | ----------- | ------------------------------------ |
| 1   |        |        | Babulal Marandi (مواليد 1958) Ramgarh      | 15 نوفمبر 2000 | 18 مارس 2003   | 2 سنوات و123 أيام | 2000 (1)             | حزب بهاراتيا جاناتا    | المنصب شاغر (15 نوفمبر 2000 – 19 سبتمبر 2006)                                               | Marandi     | Prabhat Kumar                        |
| 2   |        |        | Arjun Munda (مواليد 1968) Kharsawan        | 18 مارس 2003   | 02 مارس 2005   | 1 سنة و349 أيام   | 2000 (1)             | حزب بهاراتيا جاناتا    | المنصب شاغر (15 نوفمبر 2000 – 19 سبتمبر 2006)                                               | Munda I     | راما جويس                            |
| 3   |        |        | Shibu Soren (مواليد 1944) غير منتخب        | 02 مارس 2005   | 12 مارس 2005   | 10 أيام           | 2005 (2)             | Jharkhand Mukti Morcha | المنصب شاغر (15 نوفمبر 2000 – 19 سبتمبر 2006)                                               | Shibu I     | Syed Sibtey Razi                     |
| (2) |        |        | Arjun Munda (مواليد 1968) Kharsawan        | 12 مارس 2005   | 18 سبتمبر 2006 | 1 سنة و190 أيام   | 2005 (2)             | حزب بهاراتيا جاناتا    | المنصب شاغر (15 نوفمبر 2000 – 19 سبتمبر 2006)                                               | Munda II    | Syed Sibtey Razi                     |
| 4   |        |        | Madhu Koda (مواليد 1971) Jaganathpur       | 18 سبتمبر 2006 | 27 أغسطس 2008  | 1 سنة و344 أيام   | 2005 (2)             | مستقل                  | Sudhir Mahato (19 سبتمبر 2006 – 23 أغسطس 2008)                                              | Koda        | Syed Sibtey Razi                     |
| (3) |        |        | Shibu Soren (مواليد 1944) غير منتخب        | 27 أغسطس 2008  | 19 يناير 2009  | 145 أيام          | 2005 (2)             | Jharkhand Mukti Morcha | Stephen Marandi (27 أغسطس 2008 – 19 يونيو 2009)                                             | Shibu II    | Syed Sibtey Razi                     |
| -   |        |        | الحكم الرئاسي ‏                             | 19 يناير 2009  | 30 ديسمبر 2009 | 345 أيام          |                      | -                      | -                                                                                           | حلت الحكومة | Syed Sibtey Razi K. Sankaranarayanan |
| (3) |        |        | Shibu Soren (مواليد 1944) غير منتخب        | 30 ديسمبر 2009 | 1 يونيو 2010   | 153 أيام          | 2009 (3)             | Jharkhand Mukti Morcha | Raghubar Das (30 ديسمبر 2009 – 1 يونيو 2010) Sudesh Mahto (30 ديسمبر 2009 – 1 يونيو 2010)   | Shibu III   | K. Sankaranarayanan                  |
| -   |        |        | الحكم الرئاسي ‏                             | 01 يونيو 2010  | 11 سبتمبر 2010 | 102 أيام          |                      | -                      | -                                                                                           | حلت الحكومة | حسن فاروق ماريكار                    |
| (2) |        |        | Arjun Munda (مواليد 1968) Kharsawan        | 11 سبتمبر 2010 | 18 يناير 2013  | 2 سنوات و129 أيام | 2009 (3)             | حزب بهاراتيا جاناتا    | Sudesh Mahto (11 سبتمبر 2010 – 18 يونيو 2013) Hemant Soren (11 سبتمبر 2010 – 18 يونيو 2013) | Munda III   | حسن فاروق ماريكار                    |
|     |        |        | الحكم الرئاسي ‏                             | 18 يناير 2013  | 13 يوليو 2013  | 176 أيام          |                      | -                      | -                                                                                           | حلت الحكومة | Syed Ahmed                           |
| 5   |        |        | Hemant Soren (مواليد 1975) Dumka           | 13 يوليو 2013  | 28 ديسمبر 2014 | 1 سنة و168 أيام   | 2009 (3)             | Jharkhand Mukti Morcha | المنصب شاغر (13 يوليو 2013 – الآن)                                                          | Hemant I    | Syed Ahmed                           |
| 6   |        |        | Raghubar Das (مواليد 1955) Jamshedpur East | 28 ديسمبر 2014 | 29 ديسمبر 2019 | 5 سنوات و1 يوم    | 2014 (4)             | حزب بهاراتيا جاناتا    | المنصب شاغر (13 يوليو 2013 – الآن)                                                          | Das         | Syed Ahmed                           |
| (5) |        |        | Hemant Soren (مواليد 1975) Barhait         | 29 ديسمبر 2019 | 2 فبراير 2024  | 4 سنوات و35 أيام  | 2019 (5)             | Jharkhand Mukti Morcha | المنصب شاغر (13 يوليو 2013 – الآن)                                                          | Hemant II   | دروبادي مورمو                        |
| 7   |        |        | Champai Soren (مواليد 1956) Seraikella     | 2 فبراير 2024  | 4 يوليو 2024   | 153 أيام          | 2019 (5)             | Jharkhand Mukti Morcha | المنصب شاغر (13 يوليو 2013 – الآن)                                                          | Champai     | C. P. Radhakrishnan                  |
| (5) |        |        | Hemant Soren (مواليد 1975) Barhait         | 4 يوليو 2024   | في المنصب      | 261 أيام          | 2019 (5)             | Jharkhand Mukti Morcha | المنصب شاغر (13 يوليو 2013 – الآن)                                                          | Hemant III  | C. P. Radhakrishnan                  |